# Associazione per il Bambino in Ospedale
ABIO, acronimo di Associazione per il Bambino in Ospedale, è un'organizzazione non lucrativa di utilità sociale (onlus) fondata nel 1978 per promuovere l'umanizzazione dell'ambiente ospedaliero in favore dei bambini, per alleviare l'impatto del bambino e della sua famiglia con le strutture sanitarie, secondo i principi sanciti dalla Carta dei Diritti del Bambino in Ospedale.
L'ABIO opera mediante l'utilizzo esclusivo di volontari. Da maggio 2006 per incrementare e sostenere la diffusione delle associazioni ABIO sull'intero territorio nazionale si è costituita la Fondazione ABIO Italia onlus, il cui impegno è quello di favorire e coordinare l'attività secondo i principi dell'omogeneità e della qualità del servizio.
Ad oggi (marzo 2008) le sedi Abio operative sono 63, più alcune sedi in tirocinio.